# برونو کاستا
برونو کاستا (انگلیسی: Bruno Costa؛ زادهٔ ۱۹ آوریل ۱۹۹۷) بازیکن فوتبال اهل پرتغال است.
از باشگاه‌هایی که در آن بازی کرده‌است می‌توان به باشگاه فوتبال پورتو اشاره کرد.
وی همچنین در تیم‌های ملی فوتبال زیر ۱۵ سال پرتغال، زیر ۱۶ سال پرتغال، زیر ۱۷ سال پرتغال، زیر ۱۹ سال پرتغال، زیر ۲۰ سال پرتغال، و زیر ۲۱ سال پرتغال بازی کرده‌است.

## تیم ملی
کاستا اولین بازی از سه بازی ملی خود را برای پرتغال در سطح زیر ۲۱ سال در ۲۵ مه ۲۰۱۸ انجام داد و ۴۵ دقیقه در برد دوستانه ۳ بر ۲ مقابل ایتالیا در استوریل بازی کرد.